# Olmsted Falls
Olmsted Falls – miasto w Stanach Zjednoczonych, w północnej części stanu Ohio. Liczba mieszkańców w 2000 roku wynosiła 7962.